# Jan Christiaan Sepp
Jan Christiaan Sepp (Amsterdam, 8 november 1739 – aldaar, 29 november 1811) was een Nederlands tekenaar, graveur, natuurvorser en uitgever.

## Biografie
Jan Christiaan Sepp was de oudste zoon van de graveur en tekenaar Christiaan Sepp (11 mei 1710 – 2 augustus 1775). Hij was tweemaal gehuwd. Rond 1768 trouwde hij met Sara Focking (geboren: 25 januari 1745), dochter van een Amsterdamse papierverkoper, met wie hij drie kinderen kreeg. Twee ervan stierven zeer jong. Nadat zijn vrouw bij de geboorte van hun derde kind Christiaan overleed, trouwde hij op 6 december 1773 met Wichertje Wichers Kruys (14 juli 1755 - 19 januari 1823) uit Giethoorn (Overijssel). Met haar kreeg hij elf kinderen.

## Werk
Door zijn vader Christiaan werd Jan Christiaan Sepp ingewijd in de natuurstudie en tekenkunst. Samen bestudeerden en kweekten ze insecten. Hun bevindingen legden ze vast op gravures. Vanaf 1762 verspreidden zij door hen zelf ingekleurde afdrukken van insecten, vergezeld van korte beschrijvingen onder mede-entomologen. Dit was het begin van een werk met een lange, typisch achttiende-eeuwse titel: Beschouwing der wonderen Gods in de minstgeachte schepzelen, of, Nederlandsche insecten, naar hunne aanmerkelyke huishouding, verwonderlyke gedaantewisseling en andere wetenswaardige byzonderheden, volgens eigen ondervinding beschreeven, naar ’t leven naauwkeurig getekent, in ’t koper gebracht en gekleurd, kortheidshalve meestal aangeduid als de Nederlandsche insecten(deze bevindt zich in de collectie van Teylers Museum). Om de afleveringen te mogen verspreiden moesten ze het werk óf een gevestigde boekverkoper inhuren, óf zelf het vak ingaan. En zo werd Jan Christiaan Sepp boekhandelaar. De afleveringen verschenen tussen 1754 en 1925 en het werk was dus aanleiding tot de oprichting van het bedrijf J.C. Sepp en Zoon. Om drukwerk te mogen verspreiden moest men namelijk ingeschreven zijn als boekverkoper en zodoende werd zoon Jan Christiaan boekhandelaar.

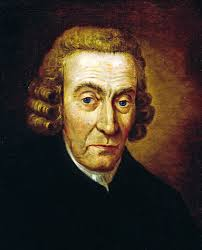

Als eerste boek gaf hij in 1765 een werk over perspectieftekenen uit, waarin onder andere een afbeelding van hun huis opgenomen is. Vlak daarna begon hij met de uitgave van de Nederlandsche vogelen van de Remonstrantse predikant Cornelis Nozeman en anderen, waarvoor zijn vader de platen tekende en graveerde en toezicht hield op de inkleuring. Het bedrijf van Jan Christiaan Sepp werd bekend door de vele prachtige plaatwerken die het op de markt bracht, zowel oorspronkelijke uitgaven als de hierboven genoemde als vertalingen van buitenlandse werken zoals het boek over buitenlandse vogels van Mark Catesby. Als derde nationale werk kan de Flora Batava worden genoemd, ook een boek dat in afleveringen verscheen en zelfs 134 jaar lang liep, aanvankelijk bij Sepp en later bij andere uitgevers.

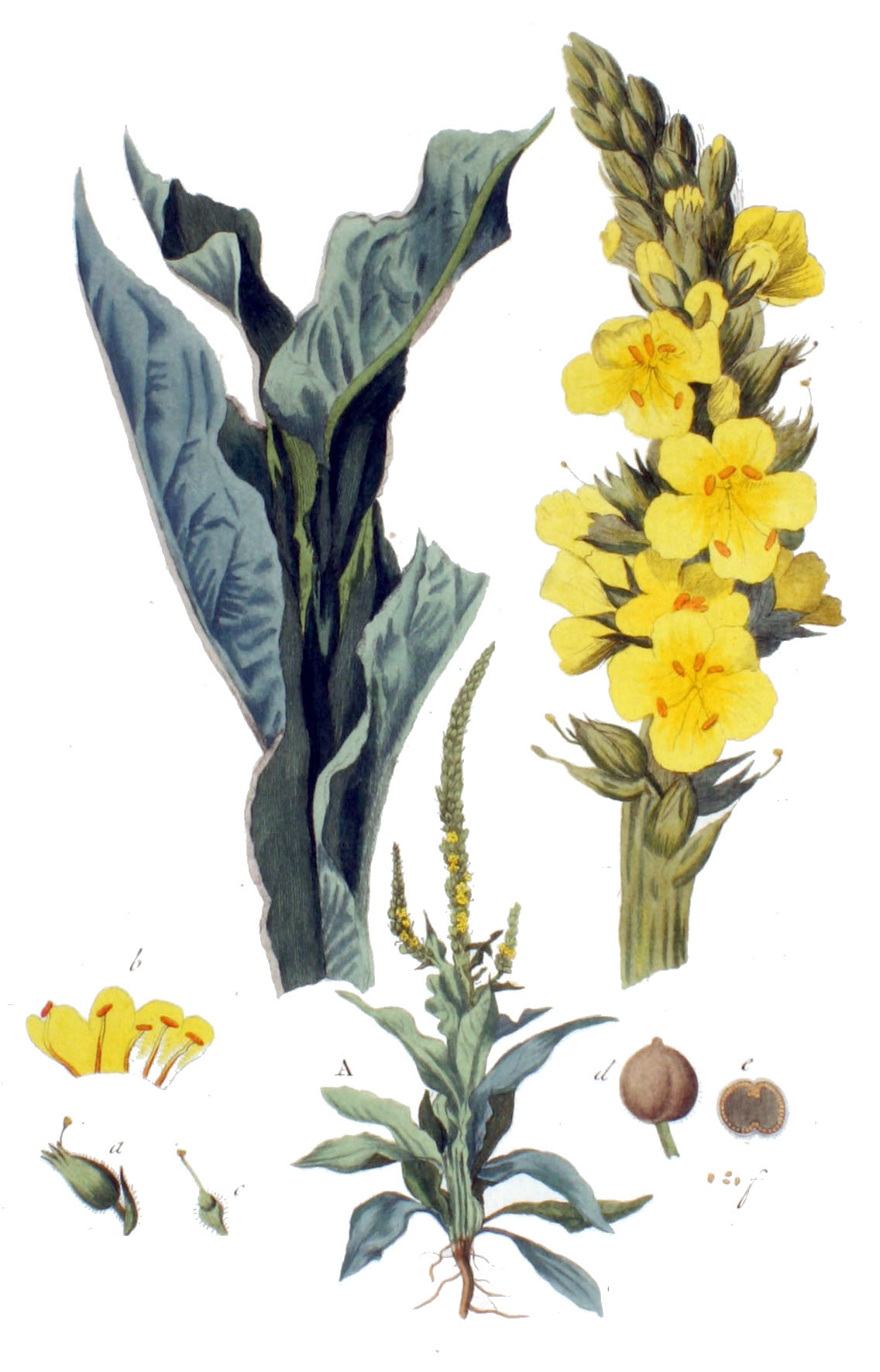
De Koningskaars of Verbascum thapsus uit Flora Batava, deel 3, plaat 162. Amsterdam, J.C. Sepp en zoon, 1814.
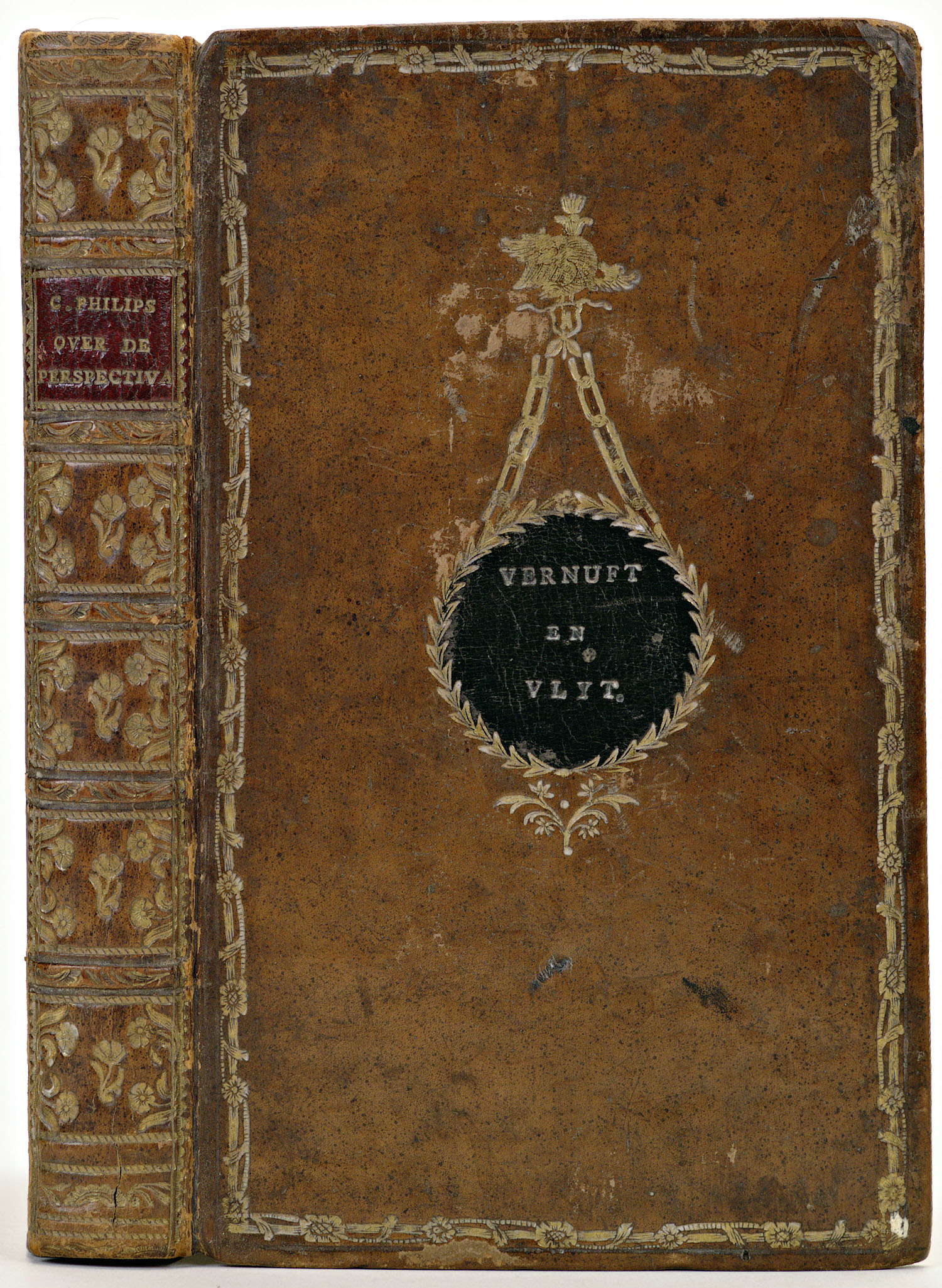
C. Philips: Over de Perspectiva - Vernuft en Vlyt, 1789.
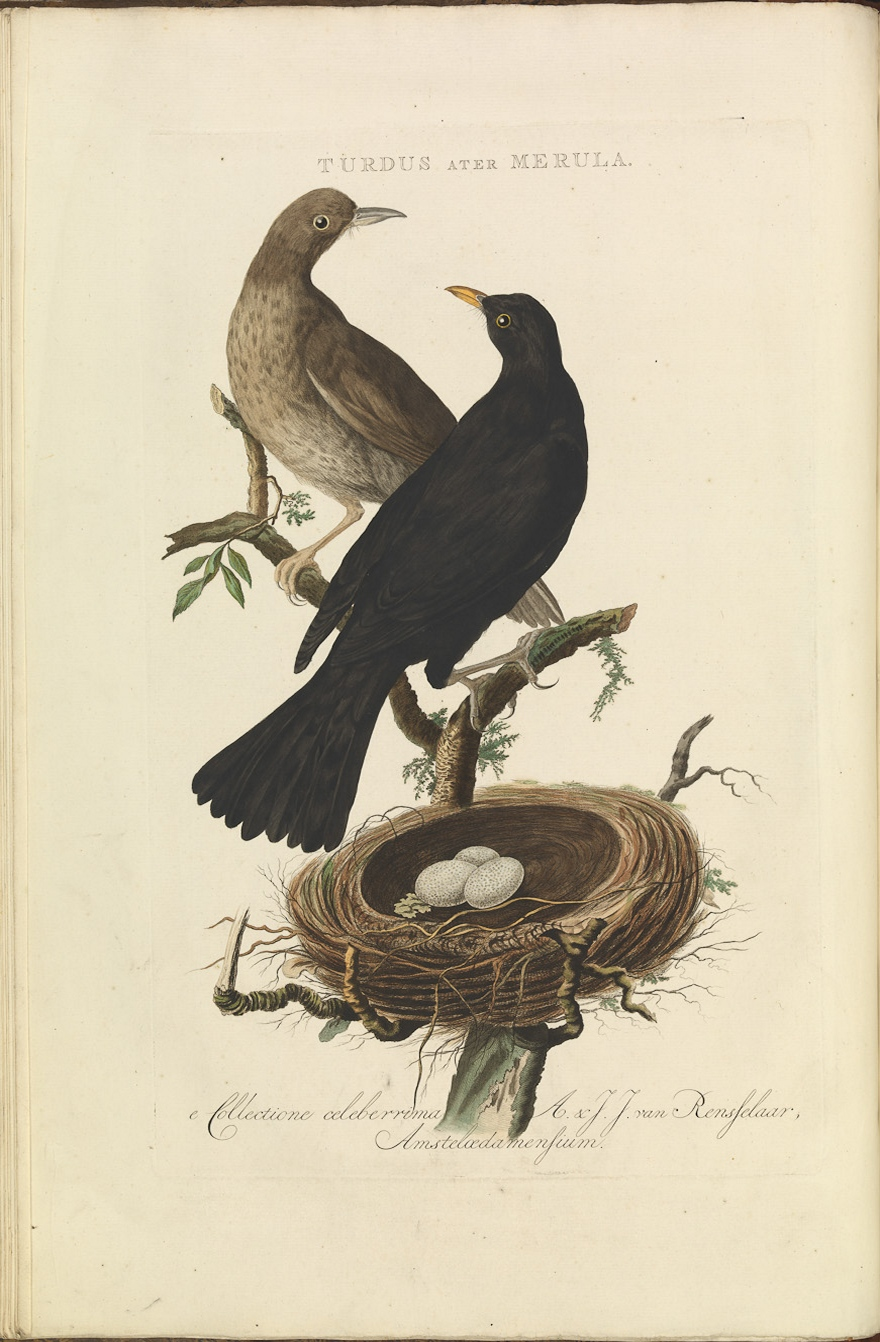
De Merel of Turdus Merula uit Nederlandsche vogelen, deel 1. Amsterdam, J.C. Sepp, 1770.
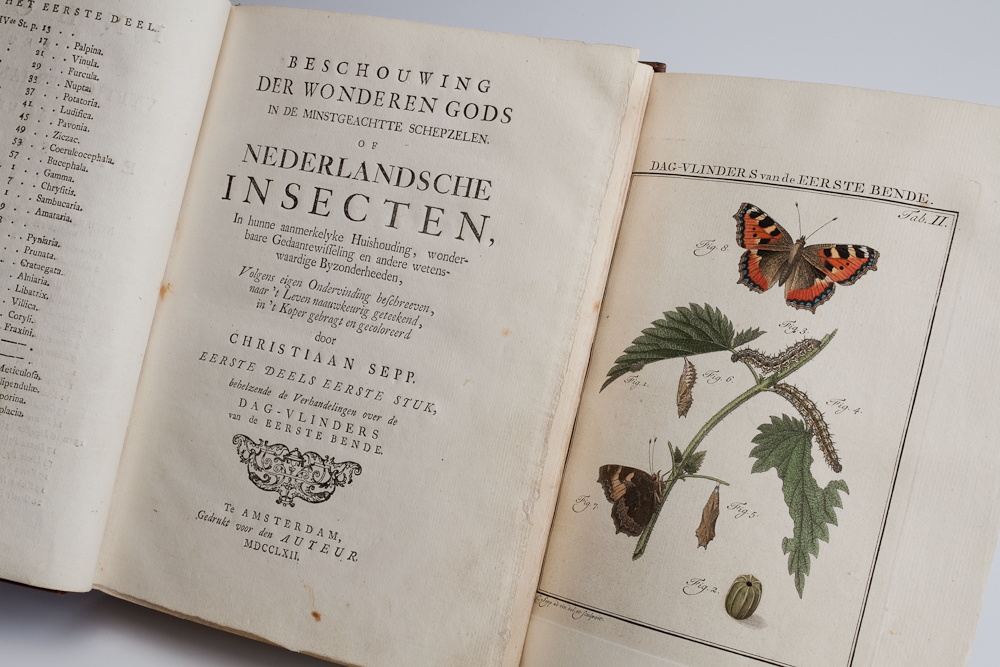
Titelpagina van deel 1 en plaat uit Christiaan Sepp, Beschouwing der wonderen Gods, in de minstgeachtte schepzelen. Of Nederlandsche insecten. Amsterdam 1762.

## Overige verdiensten
Jan Christiaan Sepp was doopsgezind. Juist in deze kringen bestond grote belangstelling voor de natuur en natuurvorsers zochten elkaar op en stichtten academies waarin kennis uitgewisseld werd. Zo was hij in 1777 een van de oprichters van Felix Meritis, waarin hij verschillende functies bekleedde en enkele lezingen hield. In 1781 werd hij ook tot leraar binnen de Doopsgezinde Gemeente gekozen.